# Phoenix 1 (casetă audio)
Phoenix 1 este o compilație neoficială cu piese ale formației Phoenix, editată de casa de discuri Electrecord în anul 1990, pe suport casetă audio. Materialul de față reprezintă primul volum dintr-o serie de două casete audio nerecunoscute de formație și publicate în același an. Al doilea volum este caseta Phoenix 2.

## Piese
Fața A:
1. Andrii Popa Mugur de fluier (1974)
2. Filip și cerbul Cantofabule (1975)
3. Mica țiganiadă Mugur de fluier (1974)
4. Pavel Cneazu' Mugur de fluier (1974)
5. Te întreb pe tine, soare... Meșterul Manole (1973)
6. Totuși sunt ca voi Totuși sînt ca voi (1969)

Fața B:
1. Norocul inorogului Cantofabule (1975)
2. Pasărea Phoenix Cantofabule (1975)
3. Ar vrea un eschimos Totuși sînt ca voi (1969)
4. Vremuri Vremuri (1968)
5. Invocație Cantofabule (1975)

Observație: Piesele „Pasărea Phoenix” (B2) și „Invocație” (B5) au fost interschimbate pe casetă.